# Urvashi Vaid
Urvashi Vaid (Nueva Delhi, 8 de octubre de 1958 - Nueva York, 14 de mayo de 2022) fue una activista por los derechos LGBT, abogada y escritora estadounidense nacida en la India. Experta en derecho de género y sexualidad, fue asesora en la consecución de objetivos concretos de justicia social. Desempeñó una serie de cargos en la National LGBTQ Task Force, de la que fue directora ejecutiva entre 1989 y 1992, siendo la primera mujer de color en dirigir una organización nacional de gays y lesbianas. Es autora de Virtual Equality: The Mainstreaming of Gay and Lesbian Liberation (1995) e Irresistible Revolution: Confronting Race, Class and the Assumptions of LGBT Politics (2012).

## Biografía
Urvashi Vaid nació el 8 de octubre de 1958 en Nueva Delhi (India) y a los ocho años se trasladó con su familia a Potsdam (Nueva York), después de que su padre, el escritor Krishna Baldev Vaid, ocupara un puesto de profesor universitario. A los 11 años participó en el movimiento contra la guerra de Vietnam.
En el Vassar College, participó activamente en diversas causas políticas y sociales, entre ellas la cofundación de la Unión Feminista del campus (en el contexto de la reciente transición de Vassar al sistema mixto) y el activismo contra el apartheid. En 1983 se licenció en Derecho por la Facultad de Derecho de la Universidad Northeastern de Boston, donde fundó la Alianza Política de Lesbianas y Gays de Boston, una organización política no partidista que entrevista y respalda a candidatos a cargos políticos y defiende a la comunidad gay de Boston.

## Trayectoria
De 1983 a 1986, Vaid fue abogada del Proyecto Nacional de Prisiones de la American Civil Liberties Union (ACLU), donde inició la labor de la organización sobre el VIH/SIDA en las cárceles. Durante más de diez años, Vaid desempeñó diversos cargos en la National LGBTQ Task Force (NGLTF), la organización nacional de derechos civiles LGBT más antigua; primero como directora de medios de comunicación, luego como directora ejecutiva (1989-1992), y como directora de su grupo de reflexión Policy Institute. Mientras era directora ejecutiva, Vaid interrumpió una rueda de prensa presidencial de George H. W. Bush con un cartel que decía "Hablar es barato, financiar el sida no";también fue cofundadora de la Task Force's Creating Change conference.
Vaid pasó diez años trabajando en organizaciones filantrópicas mundiales, como directora ejecutiva de la Fundación Arcus (2005-2010). y subdirectora de la Unidad de Gobernanza y Sociedad Civil de la Fundación Ford (2001-2005), además de formar parte del patronato de la Fundación Gill (2004-2014). Fue directora del  Engaging Tradition Project en el Centro de Derecho de Género y Sexualidad de la Facultad de Derecho de Columbia de 2011 a 2015. El proyecto se centró en la forma en que la tradición se utiliza en los movimientos de género y sexualidad para informar, permitir o limitar el movimiento.
Vaid fue la fundadora de LPAC, el primer Super PAC de lesbianas, que se puso en marcha en julio de 2012 y desde 2020 ha invertido millones de dólares en candidatos comprometidos con una legislación que promueva la justicia social. Fue fundadora de The Vaid Group, una consultora de innovación social que asesora a personas y organizaciones que trabajan para avanzar en la equidad, la justicia y la inclusión a nivel mundial y nacional.
En el momento de su muerte, Vaid era presidenta de Vaid Group LLC, que trabajaba con innovadores, movimientos y organizaciones de justicia social para hacer frente a las desigualdades estructurales basadas en la orientación sexual, la identidad de género, la raza, el sexo y la situación económica.

## Activismo político
Vaid creía que la igualdad de lesbianas, gays, bisexuales y transexuales (LGBT) sólo se producirá cuando las instituciones más amplias de la sociedad y la familia se transformen para ser más inclusivas de las diferencias raciales, de género y económicas. Su libro Virtual Equality: The Mainstreaming of Gay and Lesbian Liberation (1995) ganó el premio Stonewall Book Award en 1996.

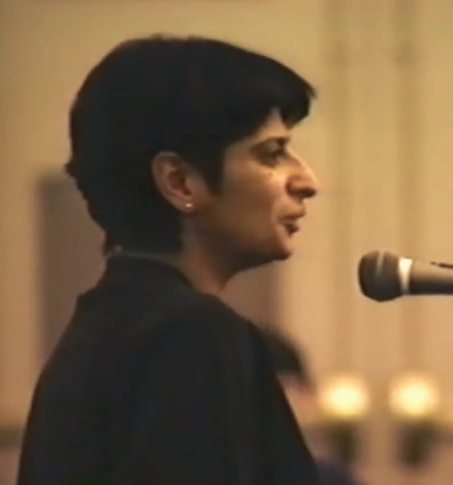
Vaid en la Conferencia de Creación de Cambio del Grupo de Trabajo Nacional LGBTQ de 1993

Vaid se convirtió en directora ejecutiva de la National Gay and Lesbian Task Force (NGLTF) en 1989. Vaid dejó la NGLTF en diciembre de 1992 y escribió Virtual Equality (publicado en 1995). Volvió a la NGLTF de 1997 a 2001 como directora de su grupo de reflexión, el NGLTF Policy Institute. Vaid trabajó durante cinco años en la Fundación Ford y fue directora ejecutiva de la Fundación Arcus. Formó parte del consejo de la Fundación Gill de 2004 a 2014. A la muerte del expresidente George H. W. Bush en 2018, Vaid, que había sido directora ejecutiva de la NGLTF durante su presidencia, comentó el legado de Bush en relación con el sida, diciendo: "Si uno fuera caritativo podría decir que fue un legado mixto, pero en verdad fue un mal legado de liderazgo (...). No lideró la lucha contra el sida".
Vaid era una acérrima liberacionista sexual. Como recordaba Richard Burns, que había sido redactor jefe de Gay Community News (Boston) antes de convertirse en compañero de Vaid en Northeastern, "si le hablaba de un club sexual, ella también quería ir", decía Burns. "Y lo hicimos, y luego nos echaron cuando descubrieron que no era un chico. Más de una vez". Una compañera de trabajo de la National LGBTQ Task Force recuerda en un artículo del New Yorker: "En 1990, Urvashi nos hizo una demostración de fisting en nuestra reunión de personal de la Task Force, levantando la mano en el aire y creando la forma adecuada."
En abril de 2009, la revista Out la nombró una de las 50 personas LGBT más influyentes de Estados Unidos.
El libro de Vaid Irresistible Revolution: Confronting Race, Class and the Assumptions of LGBT Politics (2012) critica los prejuicios raciales y de género del movimiento LGBT dominante y continúa argumentando que el compromiso con la justicia social es lo que permitirá a todas las partes de la comunidad LGBT alcanzar la igualdad y la justicia. Vaid declaró a la revista Curve que su mayor temor era que las comunidades LGBT se preocuparan por las victorias en la lucha por la igualdad matrimonial y ralentizaran su movimiento. Abogó por un movimiento más inclusivo, que englobe a todo el mundo independientemente de su raza, clase, etnia, edad o capacidad.
Vaid esperaba que el futuro de las comunidades LGBT lograra dos cosas. "Una es cuidar de las partes de nuestra comunidad que tienen menos poder. Eso significa personas LGBT con bajos ingresos, personas transgénero y las mujeres de nuestra comunidad, cuyos derechos están siendo pisoteados, partes de nuestra comunidad en general -niños, ancianos homosexuales" y "La segunda cosa que me encantaría que ocurriera es que la comunidad LGBT utilizara su poder político y su acceso para crear una sociedad más justa para todos".
En una conversación entre Vaid y Larry Kramer en 1994, Vaid defendió la solidaridad interseccional en cuestiones relacionadas con el VIH y la reproducción: "¿Qué pasaría si intentáramos identificar cómo las cuestiones de tratamiento [del VIH] conectan con el racismo? Es la cuestión de la elección reproductiva. Nunca se trató de que los hombres marcharan con las mujeres porque las apoyan. Se trataba más bien de que los hombres marcharan por la libertad reproductiva porque marchamos contra el poder del Estado de decirnos a ti y a mí lo que tenemos que hacer sexualmente... Si el Estado puede decir que no puedes abortar, también puede decir que no puedes practicar la sodomía".
En un artículo escrito en 2014 para el Journal of Lesbian Studies, Vaid pidió una mayor respuesta activista para y por las personas con cáncer de mama. "Hay una clara necesidad de un movimiento de acción directa tipo ACT UP organizado en torno al diagnóstico, el tratamiento y la atención del cáncer de mama", escribió. "Pero no están organizados para movilizar la ira y la energía de las supervivientes de cáncer de mama y de nuestras familias para presionar y exigir una mejora en las tecnologías de diagnóstico, en el desarrollo de fármacos, en las normas de atención y tratamiento, en la cobertura del seguro médico, por ejemplo."

## Vida personal
Vaid compartió viviendas en Manhattan y Provincetown (Massachusetts) con su pareja, la cómica Kate Clinton. Murió en su casa de cáncer de mama el 14 de mayo de 2022. Anteriormente se le había diagnosticado un cáncer de tiroides. Vaid era tía de Alok Vaid-Menon, escritor, artista y personalidad mediática no conforme con su género.

## Premios
- 1996: Premios del Libro Stonewall.[9]
- 1996: Premio Lambda Legal Lambda Liberty.
- 1997: Premio al Liderazgo en Derechos Civiles del Asian American Legal Defense & Education Fund.[22]
- 1999: Título honorífico de la Facultad de Derecho de Queens de la Universidad de la ciudad de Nueva York.[23]
- 2002: Premio Honoring With Pride de la Fundación Estadounidense para la Investigación del SIDA.[24]
- 2006: Asociación Nacional de Derecho de Gays y Lesbianas, Premio Dan Bradley.[25]
- 2008: Premio a la trayectoria de la Gay Men's Health Crisis.[26]
- 2010: Premio Ken Dawson de Defensa de los Services and Advocacy for LGBT Elders.[27]
- 2010: CLAGS: Premio Kessler de Estudios LGBTQ del Centro de Estudios LGBTQ.[28]
- 2013: Premio al proyecto Over The Rainbow de la Asociación Estadounidense de Bibliotecas por Revolución irresistible.[29]
- 2014: 33ª Mesa Redonda de Invierno, Columbia Teachers College, Premio a la Acción por la Justicia Social de la Universidad de Columbia.[30]
- 2014: Premio GLAD Espíritu de Justicia.[31][32]
- 2015: Título honorífico de Kalamazoo College.[33]

## Obras
- Vaid, Urvashi (1996). Virtual Equality: The Mainstreaming of Gay and Lesbian Liberation. Anchor Books, Doubleday (publisher). ISBN 0-385-47298-6.
- Vaid, Urvashi; John D'Emilio; William B. Turner (2002). Creating Change: Sexuality, Public Policy, and Civil Rights. Stonewall Inn Editions. ISBN 0-312-28712-7.
- Vaid, Urvashi (2011).  Dan Savage; Terry Miller, eds. It Gets Better: Coming Out, Overcoming Bullying, and Creating a Life Worth Living. Dutton Publishing. ISBN 978-0525952336.
- Vaid, Urvashi. (2012) Irresistible Revolution: Confronting Race, Class and the Assumptions of LGBT Politics. Magnus Books. ISBN 978-1936833290

## En la cultura popular
Su nombre aparece en la letra de la canción de Le Tigre "Hot Topic".

## Otras lecturas
- Gambone, Philip (2010). Travels in a Gay Nation: Portraits of LGBTQ Americans (Living out: gay and lesbian autobiographies). University of Wisconsin. ISBN 9781101972342. OCLC 940731853.